# Syngonanthus humbertii
Syngonanthus humbertii är en gräsväxtart som beskrevs av Harold Norman Moldenke. Syngonanthus humbertii ingår i släktet Syngonanthus och familjen Eriocaulaceae. Inga underarter finns listade i Catalogue of Life.